# Arquidiócesis de Bucarest
La arquidiócesis de Bucarest (en latín: Archidioecesis Bucarestiensis y en rumano: Arhidieceza de București) es una circunscripción eclesiástica de la Iglesia católica en Rumania. Se trata de una arquidiócesis latina, sede metropolitana de la provincia eclesiástica de Bucarest. Desde el 21 de noviembre de 2019 su arzobispo es Aurel Percă.

## Territorio y organización

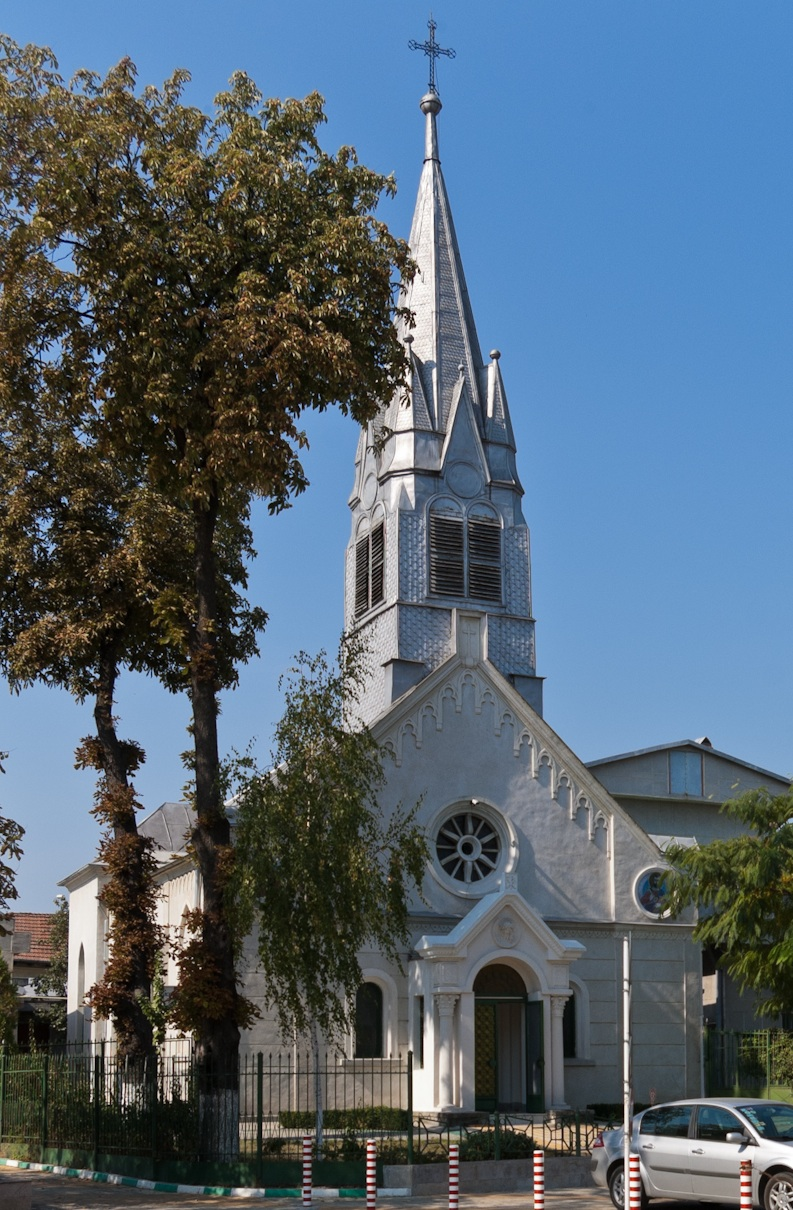
Iglesia de San Pedro y San Pablo, Pitești

La arquidiócesis tiene 84 865 km² y extiende su jurisdicción sobre los fieles católicos de rito latino residentes en los distritos de: Tulcea, Constanța, Brăila, Ialomița, Călărași, Buzău, Prahova, Ilfov, Giurgiu, Dâmbovița, Argeș, Ilfov, Teleorman, Vâlcea, Olt, Gorj, Dolj y Mehedinți.

Palacio archiepiscopal metropolitano de Bucarest

La sede de la arquidiócesis se encuentra en la ciudad de Bucarest, en donde se halla la Catedral de San José. 
La arquidiócesis tiene como sufragáneas a las diócesis de: Iași, Oradea, Satu Mare y  Timișoara.
En 2023 en la arquidiócesis existían 69 parroquias agrupadas en 6 decanatos: Bucarest Norte, Bucarest Sur, Brăila, Constanța, Craiova y Ploiești.

## Historia
Se cree que el cristianismo llegó a la región de manos del apóstol Andrés, quien llevó a cabo una evangelización en los territorios de Rumania, Ucrania y la costa oriental del mar Negro. Posiblemente asentó su residencia en Tomis (actual Constanța) durante un largo período, motivo por el cual la ciudad rumana pasó a ser considerada sede episcopal vinculada al patriarcado de Constantinopla.
En 1417 el Principado de Valaquia pasó a ser vasallo del Imperio otomano. Bucarest fue mencionada por primera vez en 1459 como residencia del vaivoda de Valaquia Vlad el Empalador. En 1594 Bucarest fue destruida por completo por los otomanos luego del levantamiento de Miguel el Valiente.
El vicariato apostólico de Valaquia fue erigido en 1648. Sus administradores apostólicos eran los obispos de Nikópol, que tenían residencia en Bucarest.
El Reino de Rumania se independizó del Imperio otomano el 9 de mayo de 1877. El 26 de marzo de 1881 fue coronado el primer rey de Rumania, el católico alemán Carlos I.
El 27 de abril de 1883 el vicariato apostólico fue elevado al rango de arquidiócesis no metropolitana mediante el breve Praecipuum munus del papa León XIII tras solicitud del Gobierno rumano, quedando inmediatamente sujeta a la Santa Sede.
A partir del 5 de junio de 1930, después de que Rumania, con los tratados de paz posteriores a la Primera Guerra Mundial y con el nuevo concordato entre el Estado y la Santa Sede, incorporara también las diócesis y parroquias húngaras del Banato, Partium y Transilvania, con la bula Solemni Conventione del papa Pío XI se erigió la provincia eclesiástica de Bucarest y se extendió a todas las diócesis rumanas de rito latino.
En 1947 el rey de Rumania abdicó y el país se transformó en una república comunista. Durante el período comunista la Iglesia católica en Bucarest atravesó tiempos difíciles. El arzobispo Cisar fue puesto bajo arresto domiciliario, muchos de sus sacerdotes fueron encarcelados y el seminario fue cerrado lo mismo que la nunciatura.
La renuncia del arzobispo Alexandru Cisar fue aceptada por la Santa Sede y comunicada a las autoridades rumanas en 1948. Así, el arzobispo Cisar fue retirado por decreto del Presidium de la Gran Asamblea Nacional el 18 de septiembre de 1948. El obispo Anton Durcovici fue nombrado administrador apostólico para dirigir la arquidiócesis de Bucarest. Después del arresto de Durcovici en junio de 1949, el pro-nuncio Gerald Patrick O'Hara informó a Cisar que la Santa Sede lo había nombrado administrador apostólico de la arquidiócesis de Bucarest. Esta situación duró menos de un año, hasta mayo de 1950, cuando el ministro Stanciu Stoian informó al arzobispo Cisar que su residencia obligatoria había sido fijada en el monasterio franciscano de Orăștie. El 21 de mayo de 1950, el arzobispo Cisar informó a O'Hara que, en las condiciones dadas, renunciaba al mandato con el que había sido investido.
El último diplomático de la nunciatura que permanecía en Bucarest, Gerald Patrick O'Hara, consagró a Joseph Schubert como obispo en 1950, confiándole el liderazgo de facto de la arquidiócesis. Schubert fue arrestado en febrero de 1951. Su lugar al frente de la arquidiócesis fue ocupado por Hieronymus Menges, también arrestado en 1952. A la muerte de Cisar en 1954, la arquidiócesis quedó vacante hasta 1990, gobernada por administradores apostólicos. En 1959 las autoridades comunistas promovieron a la dirección al sacerdote Francisc Augustin, colaborador de la Securitate y más tarde diputado en la Gran Asamblea Nacional. En noviembre de 1983, en el contexto de la nueva Ostpolitik vaticana, los diplomáticos papales y las autoridades comunistas de Bucarest llegaron a un acuerdo según el cual el profesor Ioan Robu se convertiría en administrador diocesano, en sustitución de Francisc Augustin. El 8 de diciembre de 1984, Ioan Robu fue consagrado obispo en Roma por el cardenal Agostino Casaroli.
Después de la Revolución rumana de 1989 la vida religiosa se volvió más libre para los católicos en Rumania.

## Estadísticas
Según el Anuario Pontificio 2024 la arquidiócesis tenía a fines de 2023 un total de 59 307 fieles bautizados.
| Año                                                                             | Población            | Población  | Población      | Sacerdotes | Sacerdotes    | Sacerdotes    | Bautizados por sacerdote | Diáconos permanentes | Religiosos | Religiosos | Parroquias |
| Año                                                                             | Bautizados católicos | Total      | % de católicos | Total      | Clero secular | Clero regular | Bautizados por sacerdote | Diáconos permanentes | Varones    | Mujeres    | Parroquias |
| ------------------------------------------------------------------------------- | -------------------- | ---------- | -------------- | ---------- | ------------- | ------------- | ------------------------ | -------------------- | ---------- | ---------- | ---------- |
| 1949                                                                            | 60 000               | 7 000      | 0.9            | 65         | 51            | 14            | 923                      |                      | 24         | 340        | 34         |
| 1964                                                                            | 120 000              | 1 200 000  | 10.0           | 29         | 28            | 1             | 4137                     |                      |            | 25         | 47         |
| 1974                                                                            | 84 162               | 8 564 212  | 1.0            | 50         | 50            |               | 1683                     |                      |            |            | 29         |
| 1988                                                                            | 105 296              | 10 486 600 | 1.0            | 65         | 63            | 2             | 1619                     |                      | 2          |            | 31         |
| 1999                                                                            | 105 000              | 10 230 000 | 1.0            | 85         | 71            | 14            | 1235                     |                      | 24         | 252        | 62         |
| 2000                                                                            | 98 500               | 10 100 000 | 1.0            | 91         | 77            | 14            | 1082                     |                      | 28         | 322        | 63         |
| 2001                                                                            | 98 000               | 10 100 000 | 1.0            | 105        | 80            | 25            | 933                      |                      | 37         | 272        | 63         |
| 2002                                                                            | 96 200               | 10 000     | 1.0            | 112        | 92            | 20            | 858                      |                      | 40         | 257        | 66         |
| 2003                                                                            | 95 700               | 10 000     | 1.0            | 121        | 96            | 25            | 790                      |                      | 46         | 273        | 66         |
| 2004                                                                            | 96 200               | 10 000     | 1.0            | 112        | 94            | 18            | 858                      |                      | 40         | 283        | 66         |
| 2006                                                                            | 91 500               | 9 680 000  | 0.9            | 119        | 88            | 31            | 768                      |                      | 52         | 258        | 66         |
| 2012                                                                            | 92 050               | 9 779 000  | 0.9            | 120        | 88            | 32            | 767                      |                      | 59         | 254        | 83         |
| 2015                                                                            | 61 050               | 8 740 000  | 0.7            | 128        | 89            | 39            | 476                      |                      | 60         | 243        | 68         |
| 2018                                                                            | 60 500               | 8 869 939  | 0.7            | 138        | 102           | 36            | 438                      |                      | 50         | 195        | 67         |
| 2020                                                                            | 60 500               | 8 870 000  | 0.7            | 139        | 101           | 38            | 435                      |                      | 52         | 195        | 68         |
| 2022                                                                            | 59 321               | 8 430 521  | 0.7            | 138        | 106           | 32            | 429                      |                      | 47         | 145        | 69         |
| 2023                                                                            | 59 307               | 8 430 507  | 0.7            | 140        | 107           | 33            | 423                      |                      | 57         | 181        | 69         |
| Fuente: Catholic-Hierarchy, que a su vez toma los datos del Anuario Pontificio. |                      |            |                |            |               |               |                          |                      |            |            |            |

## Episcopologio
- Ignazio Paoli, C.P. † (30 de abril de 1883-27 de febrero de 1885 falleció)
- Paolo Giuseppe Palma, C.P. † (19 de mayo de 1885-2 de febrero de 1892 falleció)
  - Sede vacante (1892-1894)
- Johann Joseph Friedrich Otto Zardetti † (6 de marzo de 1894-25 de mayo de 1895 renunció[nota 2])
- Joseph-Xaver Hornstein † (31 de marzo de 1896-3 de junio de 1905 falleció)
- Albinus Raymund Netzhammer, O.S.B. † (16 de septiembre de 1905-14 de julio de 1924 renunció[nota 3])
- Alexandru Theodor Cisar † (12 de diciembre de 1924-7 de enero de 1954 falleció)
  - Sede vacante (1954-1990)
- Ioan Robu (14 de marzo de 1990-21 de noviembre de 2019 retirado)
- Aurel Percă, desde el 21 de noviembre de 2019